# Hostel: Part II
Hostel: Part II is een Amerikaanse horrorfilm uit 2007 onder regie van Eli Roth, die ook het verhaal schreef. De productie is een vervolg op Hostel uit 2005, die Roth eveneens schreef en regisseerde. Dit tweede deel kreeg in december 2011 eveneens een opvolger in de vorm van Hostel Part III, waaraan Roth niet meer meewerkte.

## Verhaal

### Proloog
Na zijn ontsnapping uit Slowakije is Paxton een gebroken man. Nachtmerries regeren zijn nachten en overdag ziet hij achter elke boom een vijand. Zijn vriendin heeft grote moeite met zijn gedrag. Wanneer ze op een morgen de kamer inloopt, blijkt alleen dat Paxtons angst niet ongegrond was. Ze treft zijn lichaam onthoofd in huis aan. Elders ontvangt Elite Hunting Club-baas Sasha tot zijn tevredenheid een doos met daarin Paxtons hoofd.

### Plot
De Amerikaanse kunststudentes Beth, Whitney en Lorna gaan samen op vakantie. Op advies van model Axelle gaan ze met haar mee naar een accommodatie in Slowakije, 'met geweldige kuuroorden en lage prijzen'. Daar aangekomen blijken ze heimelijk winkelwaar te zijn voor de klanten van een vermomd martel- en slachthuis voor menselijke slachtoffers. De receptionist van het hostel waar de vrouwen intrekken, zet scans van hun paspoorten op een eBay-achtige veiling, exclusief toegankelijk voor leden van de Elite Hunting Club. De hoogste bieder op de 'koopwaar' mag die op elke gewenste manier martelen en afslachten.
Zakenman Todd reist op dat moment ook af naar Slowakije met zijn bedeesde vriend Stuart, die hij als verrassing wil trakteren op een dagje gebruikmaking van de diensten van de Elite Hunting Club. Om dit te doen, plaatst hij de hoogste biedingen op de veilingen voor Beth en Whitney.

## Rolverdeling
- Lauren German: Beth Salinger
- Roger Bart: Stuart
- Bijou Phillips: Whitney Keye
- Heather Matarazzo: Lorna Weisenfreund
- Richard Burgi: Todd
- Vera Jordanova: Axelle
- Stanislav Ianevski: Miroslav
- Jay Hernandez: Paxton
- Jordan Ladd: Stephanie
- Milan Knazko: Sasha

- Edwige Fenech: Kunstles professor
- Zuzana Geislerová: Inya
- Monika Malácová: Mrs. Bathory (gebaseerd op Elisabeth Báthory)